# Sheepy
Sheepy est une paroisse civile du Leicestershire, en Angleterre.